# Jiří Pleskot
Jiří Pleskot (ur. 3 maja 1922 w Milostín, zm. 1 grudnia 1997 w  Pradze) – czeski aktor. W latach 1958–1990 zagrał w ponad 60 filmach i serialach telewizyjnych.

## Wybrana filmografia
- 1967: Koniec agenta W4C
- 1967: Hotel pro cizince
- 1970: Piekielny miesiąc miodowy
- 1973: Dni zdrady
- 1973: Akcja Bororo
- 1974: Sokołowo
- 1976: Lato z kowbojem
- 1981: Za krzakiem tarniny
- 1982: Hotel Polanów i jego goście